# Opactwo św. Augustyna w Canterbury
Opactwo św. Augustyna w Canterbury (ang. St Augustine's Abbey) – dawny klasztor benedyktynów w Canterbury, w Anglii. Opactwo zostało założone w 598 roku i funkcjonowało jako klasztor do czasu jego rozwiązania w 1538 roku, podczas powstania Kościoła anglikańskiego. Od 1848 roku część terenu została przeznaczona do celów edukacyjnych, a ruiny opactwa zostały zachowane ze względu na ich wartość historyczną.
Wraz z katedrą i kościołem św. Marcina opactwo wpisane jest na liście światowego dziedzictwa UNESCO.

## Od założenia do rozwiązania
W 597 roku Augustyn przybył do anglosaskiej Anglii, wysłany przez papieża Grzegorza I jako misjonarz w celu nawrócenia Anglosasów. Królem Kentu w tym czasie był Æthelberht. Mimo że modlił się w pogańskiej świątyni położonej na wschód od Canterbury tuż za murami miasta, Ethelbert był mężem chrześcijanki, Berthy. Zgodnie z ustnym przekazem, król nie tylko oddał swą świątynię i jej okolice św. Augustynowi na kościół i klasztor, nakazał także, aby kościół został wzniesiony tak, aby "charakteryzował się splendorem, i był poświęcony błogosławionym apostołom Piotrowym i Pawłowi, oraz był obdarowany rozmaitymi prezentami". Jednym z celów założenia opactwa było zapewnienie miejsca zamieszkania Augustynowi i jego bratnim mnichom. Jako drugi, zarówno król Ethelbert, jak i Augustyn przewidzieli opactwo jako miejsce pochówku opatów, arcybiskupów i królów Kentu. 
William Thorne, XIV-wieczny kronikarz opactwa, zapisuje rok 598 jako rok założenia. Budynki klasztorne najprawdopodobniej były drewniane w konstrukcji saskiej, więc można je było szybko zbudować. Jednak budowanie kamiennego kościoła, podobnego do kościołów, które Augustyn znał w Rzymie, trwało dłużej. Kościół został ukończony i konsekrowany w 613 roku. Około 624 roku, w niewielkiej odległości na wschód, Eadbald, syn i następca Ethelberta, założył drugi kościół, poświęcony Świętej Marii, również jako miejsce pochówku królewskiej rodziny Kentu. Opactwo stało się znane jako św. Augustyna dopiero po śmierci założyciela.  
Dwa wieki po założeniu klasztoru, opactwo św. Augustyna było jedynym istotnym miejscem kultu w królestwie Kentu. Historyk G.F. Maclear określił je jako "szkołę misyjną", w której rozkwitła "wiedza klasyczna i nauka języka angielskiego". Z biegiem czasu opactwo zgromadziło obszerną bibliotekę zawierającą zarówno książki religijne jak i świeckie. Dodatkowo posiadało skryptorium wytwarzające manuskrypty. 
Od około 1250 roku opactwo doświadczyło okres bogactwa. Boggis opisuje ten czas jako czas "światowej klasy świetności", naznaczoną "wystawnymi wydatkami" na nowe budynki, wizyty królewskie i bankiety z tysiącami gości. Te wydatki doprowadziły do wielkich długów, które, gdyby nie hojni dobroczyńcy, mogłyby doprowadzić opactwo do całkowitego bankructwa.
Klasztor, frater (refektarz) i kuchnia zostały całkowicie przebudowane. Została zbudowana nowa część mieszkalna opactwa. Na początku XIV wieku, dodano także w warzelnię, piekarnię, oraz nową winnicę otoczoną murem. Na wschód od kościoła zbudowano kaplicę Lady Chapel.

### Brama Fyndona
Brama Fyndona doznała takich zniszczeń przez niemieckie bomby podczas II wojny światowej, że musiała zostać całkowicie odbudowana. Brama prowadzi na mały placyk znany od czasów panowania Karola I jako Lady Wootton's Green, po wdowie po Edwardzie, lordzie Woottonie z Marley, który mieszkał w pałacu do jej śmierci w 1658 roku. Na placu stoją posągi Æthelberhta króla Kent i królowej Bertha. 

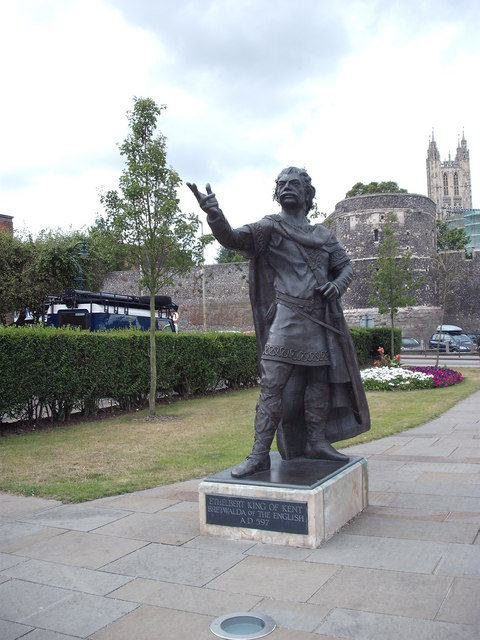
Rzeźba króla Æthelberta
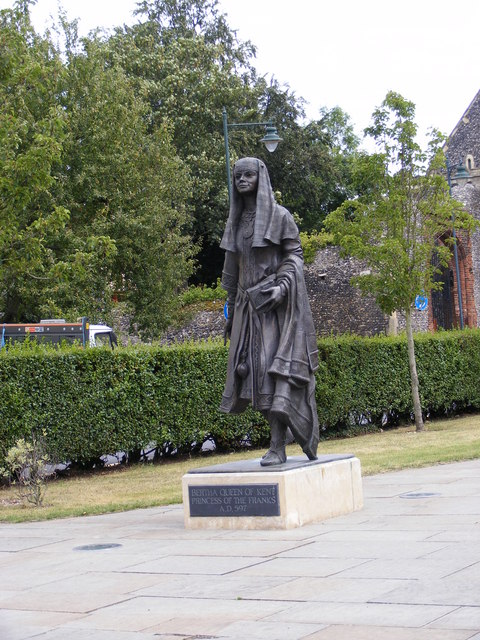
Rzeźba królowej Berthy

### Godne uwagi pochówki w opactwie
- Æthelberht z Kentu, król Kentu, w kościele św. Piotra i Pawła. Jego nagrobek został później umieszczony ponad głównym ołtarzem kościoła w normańskiego
- Eadbald z Kentu, król Kentu, w kościele św. Piotra i Pawła
- Emma z Austrasii, małżonka Eadbalda, także w kościele św. Piotra i Pawła
- Justus, pierwszy biskup Rochester, czwarty arcybiskup Canterbury

## Zachowane ruiny

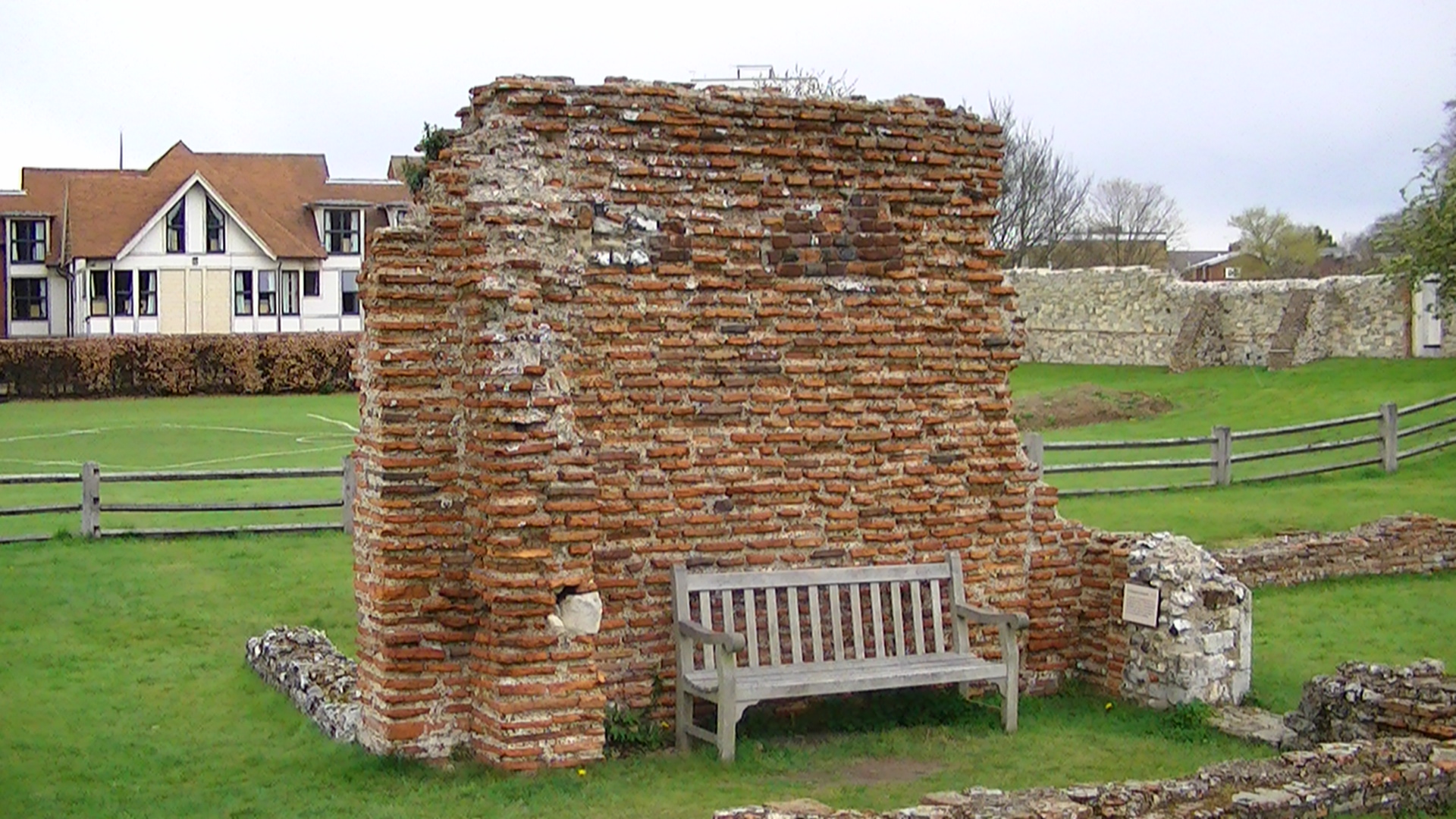
Ruiny anglosaskiego kościoła św. Pankracego
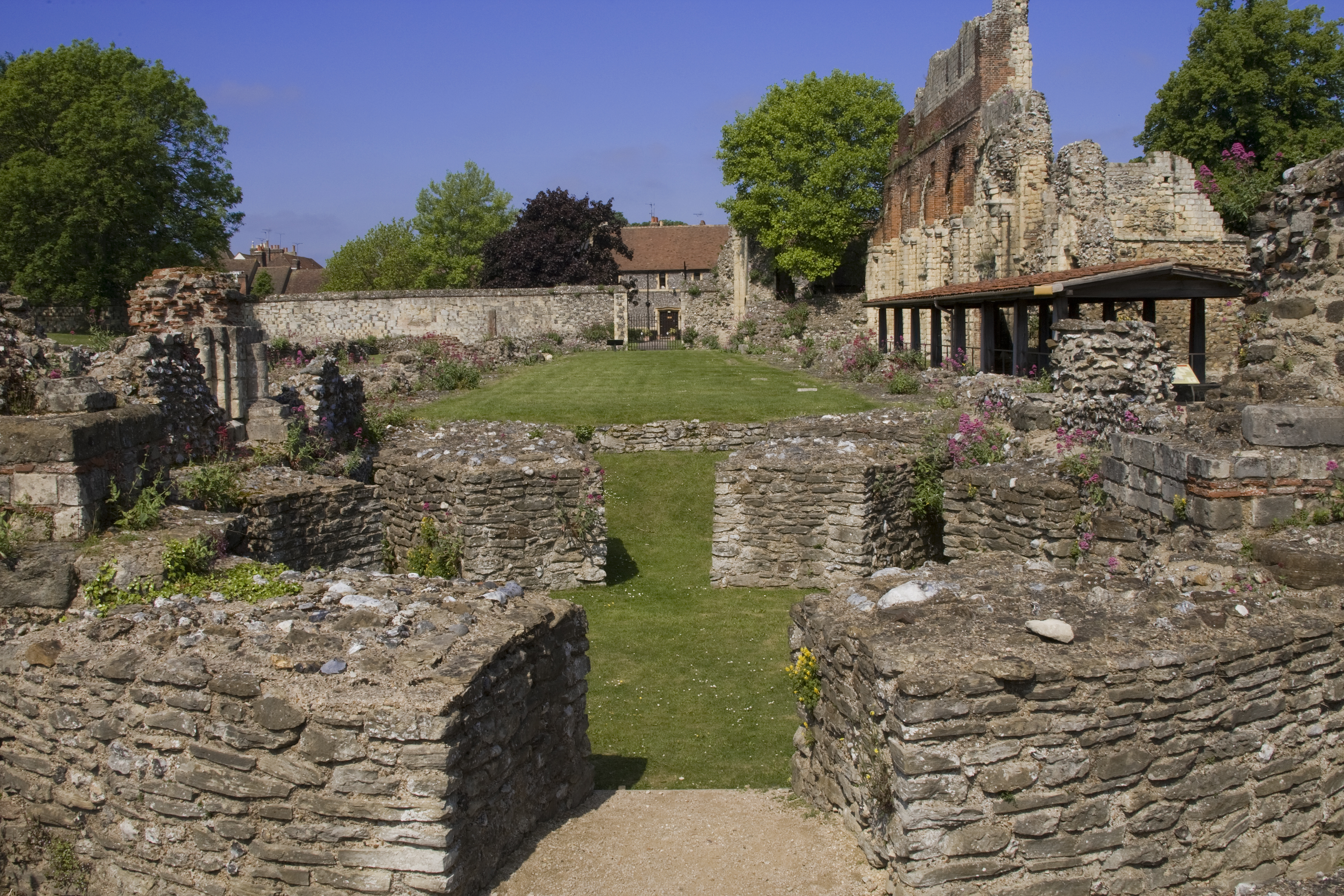
Ruiny rotundy oraz nawy kościoła św. Piotra i Pawła
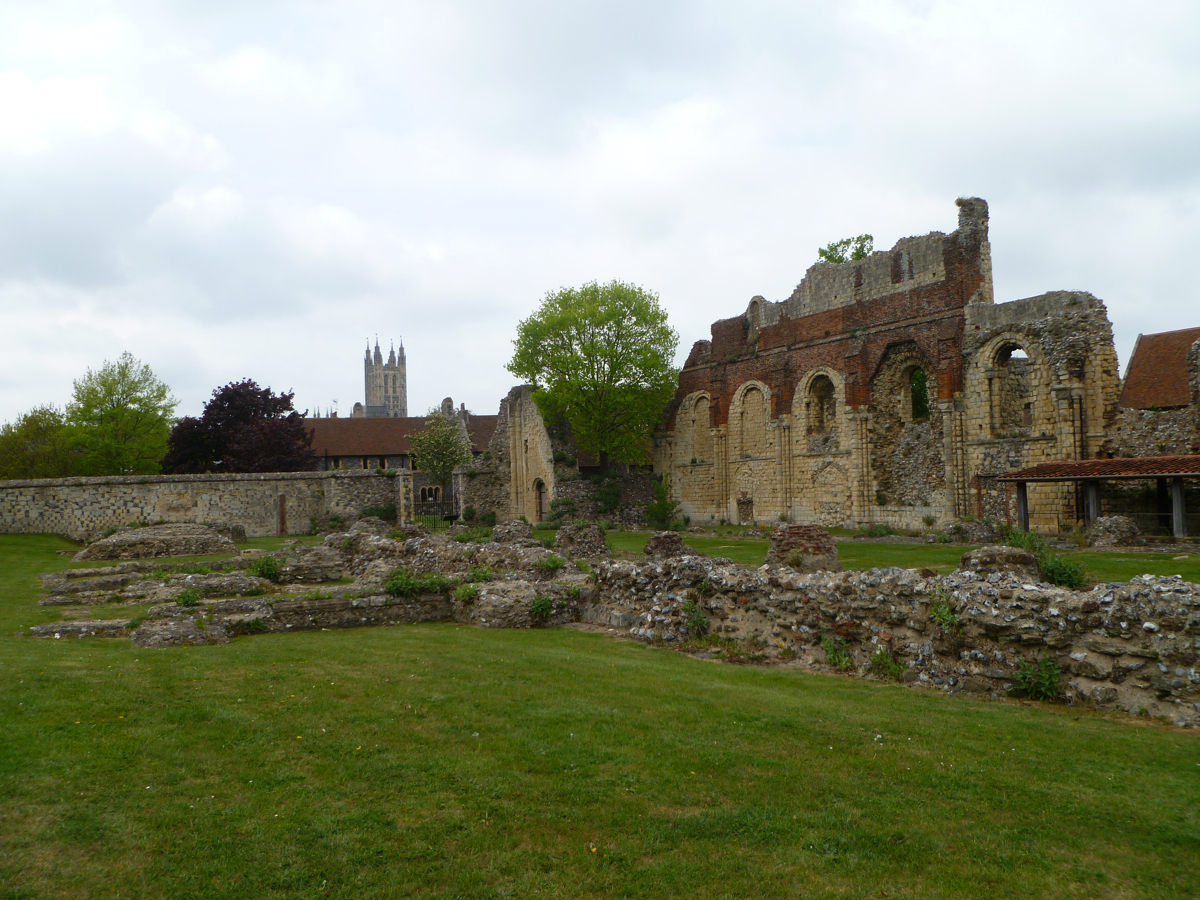
Widok katedry w Canterbury od strony ruin opactwa Augustyna
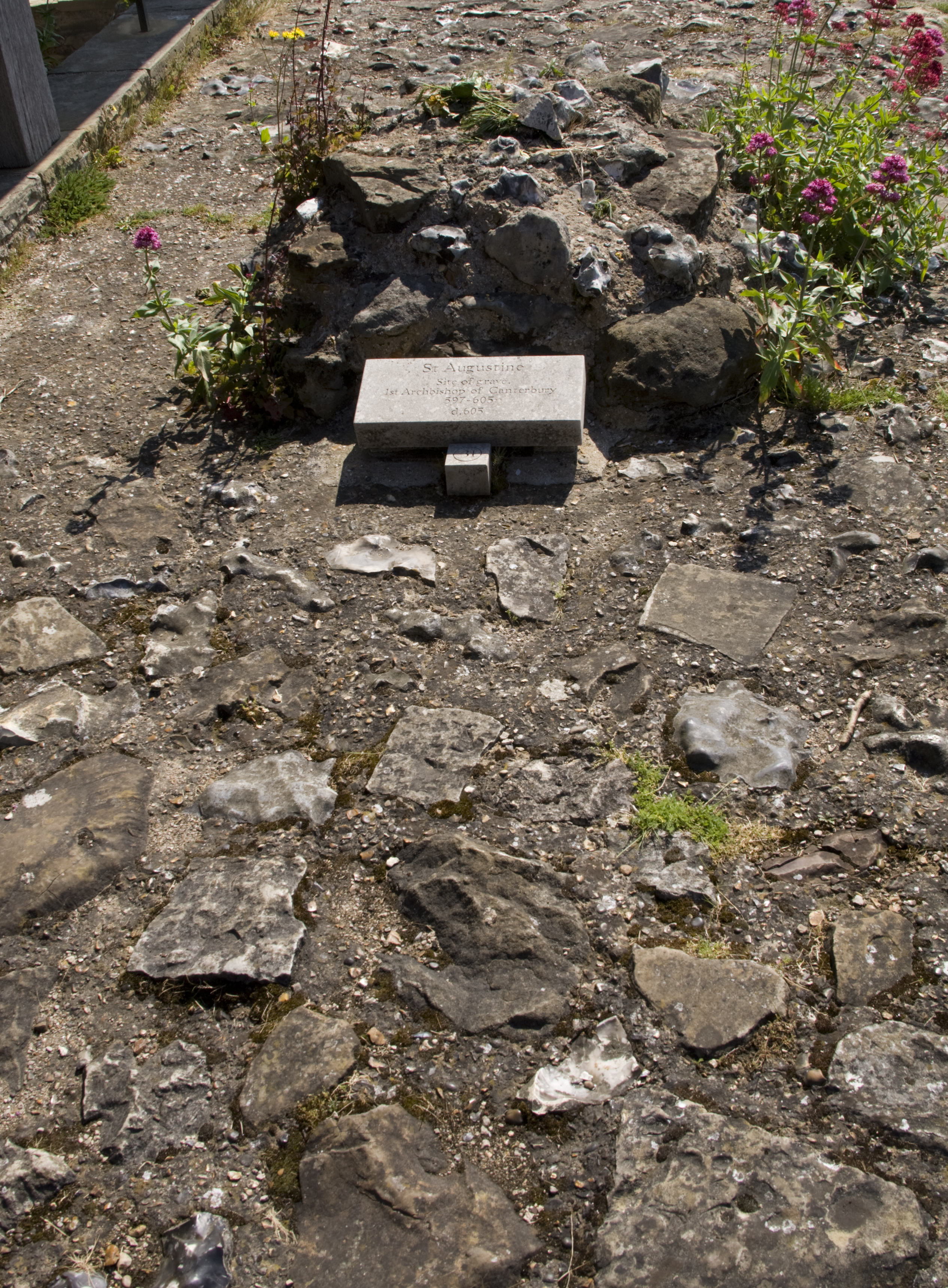
Grób Augustyna z Canterbury
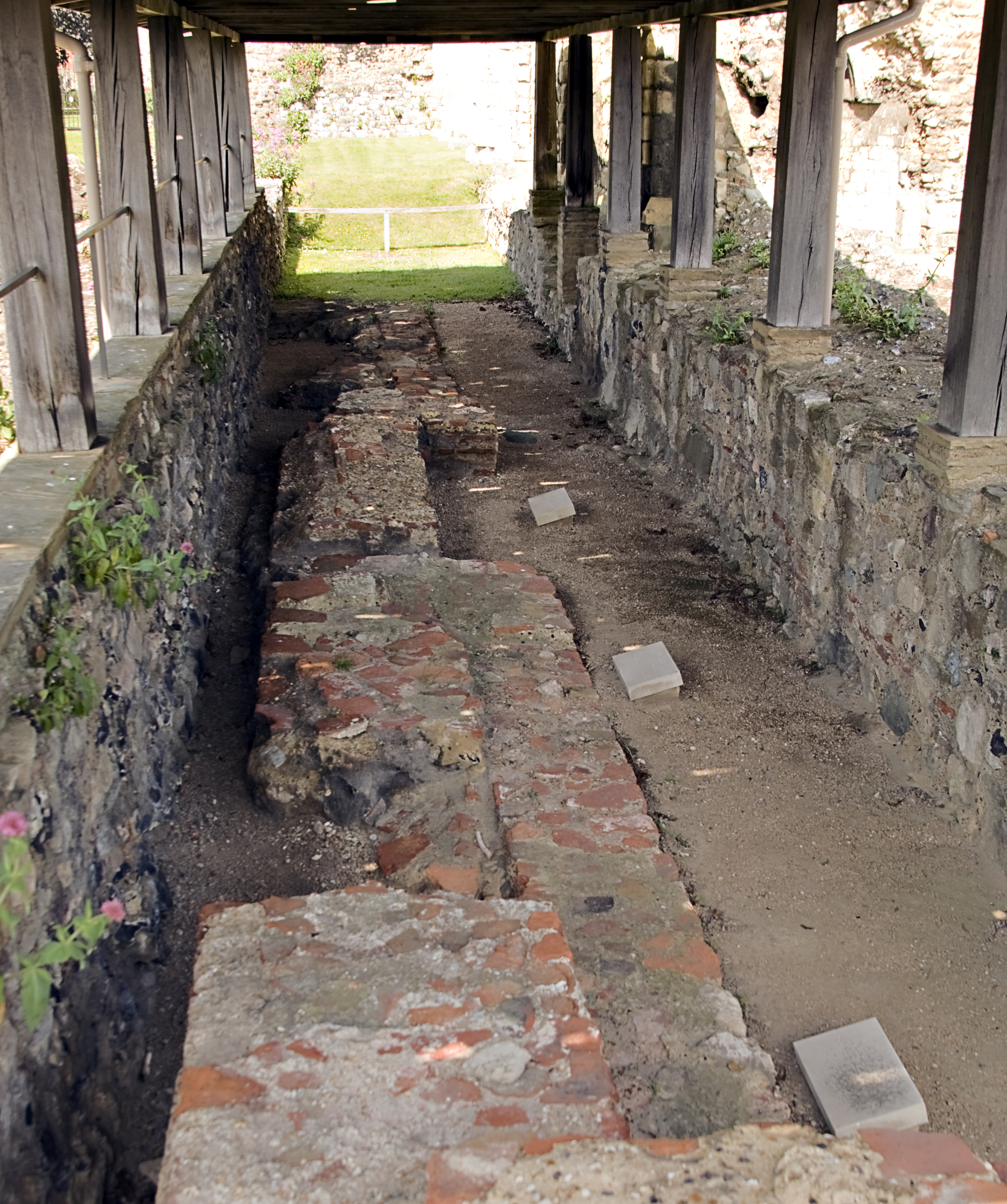
Groby Mellita, Justa z Canterbury i Wawrzyńca z Canterbury, jednych z pierwszych arcybiskupów Canterbury